# Piper magnibaccum
Piper magnibaccum är en pepparväxtart som beskrevs av C. Dc.. Piper magnibaccum ingår i släktet Piper och familjen pepparväxter. Inga underarter finns listade i Catalogue of Life.